# Shabestan

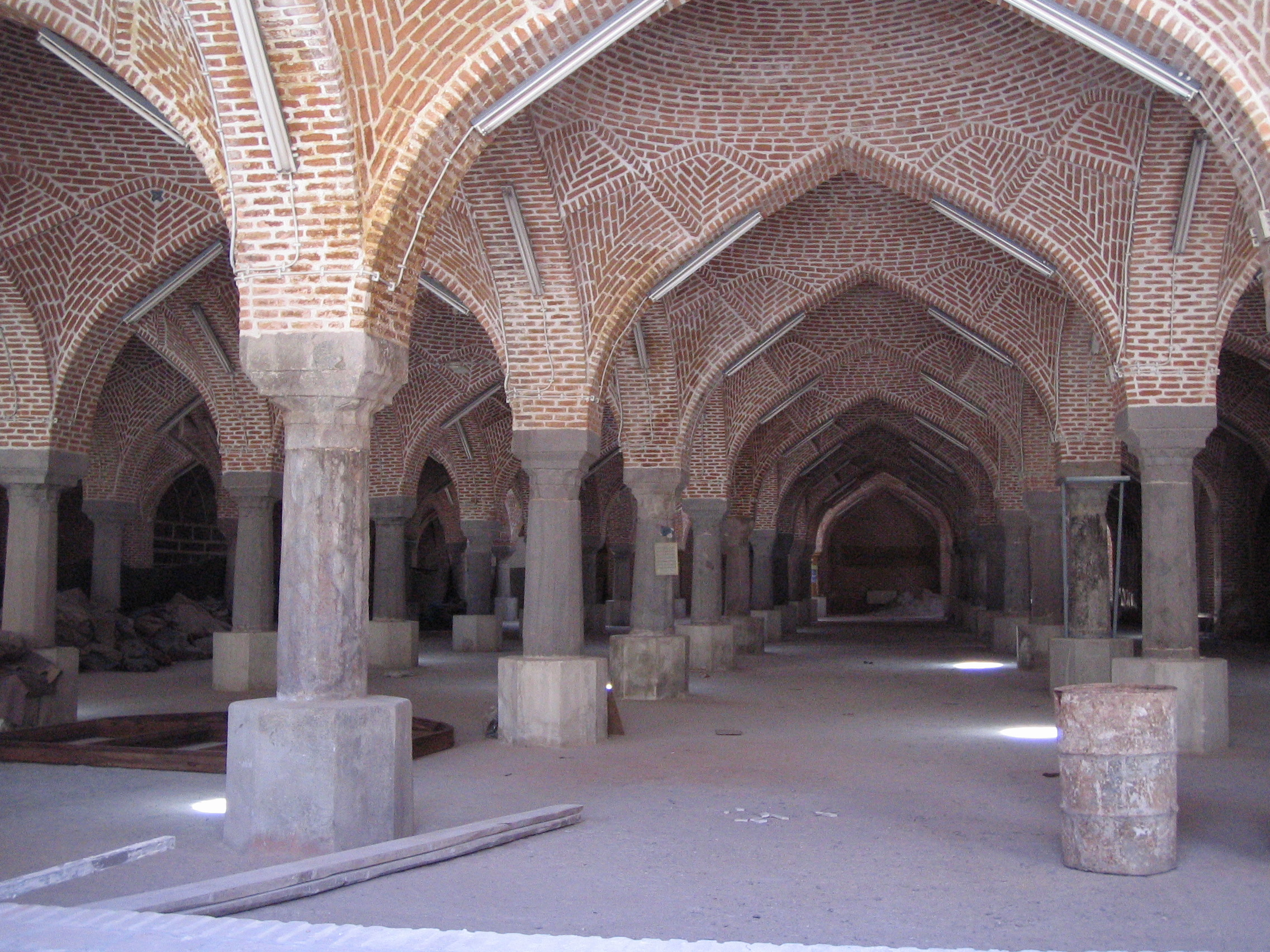
Shabestan della Jama Masjid di Tabriz - dato che Tabriz non ha un clima molto caldo, lo Shabestan qui non è stato costruito sottoterra.

Lo shabestan o shabistan (in persiano شبستان‎; lingua persiana antica xšapā.stāna) è uno spazio sotterraneo che di solito si trova nell'architettura tradizionale delle moschee, case e scuole nell'antico Iran.
Questi spazi venivano solitamente utilizzati durante le estati e potevano essere ventilati da torri del vento e qanat.
Durante l'impero sasanide e i successivi periodi islamici, "shabestan" si riferiva anche ai santuari interni degli scià dove le loro concubine risiedevano. Più tardi queste strutture vennero chiamate زنانه‎ zanāneh (residenza femminile), اندرونی‎ andaruni (zona privata in una casa) e حرم‎ haram (dall'arabo harem).

## Raffreddamento

Torre del vento e qanat utilizzati per il raffreddamento

Lo shabestan può essere raffreddato usando un qanat in combinazione con una torre del vento. Una torre del vento è una struttura simile a un camino posizionata sopra la casa; una delle sue quattro aperture di fronte alla direzione del vento è aperta per far uscire l'aria dalla casa. L'aria in entrata viene tirata da un qanat sotto la casa. Il flusso d'aria attraverso l'apertura verticale dell'albero crea una pressione inferiore (vedi effetto Bernoulli) e tira aria fresca dal tunnel del qanat sotto casa. L'aria dal qanat viene aspirata nel tunnel a una certa distanza raffreddandosi sia per contatto con le pareti fredde del tunnel/acqua sia per l'abbandono del calore latente di evaporazione quando l'acqua evapora nel flusso d'aria. Nei climi aridi del deserto ciò può comportare una riduzione di 15 °C della temperatura dell'aria proveniente dal qanat. Torri di raffreddamento qanat sono stati utilizzati nei climi desertici per oltre 1000 anni